# Křepel virginský
Křepel virginský (Colinus virginianus) je jedním z asi 30 druhů hrabavých ptáků z čeledi křepelovitých.

## Výskyt
Tento původem ryze severoamerický až středoamerický pták se vyskytuje od jihu kanadské provincie Ontario až do Střední Ameriky. V největších počtech se vyskytuje na východě USA a Mexika, hojný je i na Kubě. Odloučené populace se v menších počtech vyskytují na západě USA, na severozápadě Mexika a na většině karibských ostrovů. Křepel virginský byl záměrně rozšířen i mimo území Ameriky.
Vyskytuje se nejčastěji v borových, dubových i bukových lesích a oborách, v křovinatých savanách i na travnatých pláních. Vyžaduje místa s občasným hustým porostem pro úkryt před predátory. Je to velmi plachý pták, který se v případě vyrušení snaží ukrýt do husté vegetace, kde přikrčen výborně využívá svého ochranného zbarvení. Při průměrné úživnosti prostředí žijí 2,2 až 2,4 ptáci na 1 ha, při zvlášť dobrých zdrojích potravy může 1 ha uživit až 6,6 ptáků.

## Popis
Jsou to ptáci poměrně malí, měří od 20 do 25 cm a váží jen 140 až 170 gramů. Rozpětí jejich drobných zaoblených křídel je 9 až 12 cm, ocas mají krátký a zakulacený. Peří je kombinaci barvy šedé, hnědé a bílé. Jsou pohlavně dimorfní, kohouti se vyznačují bílými pruhy na tváři i krku a na křídlech mají kontrastní černé skvrny, slepice jsou zbarveny jednotvárněji, jsou méně strakaté. Jejich krátké, ale silné zobáky mající po obvodě drobné zoubkování, kohout má spodní čelist černou, kdežto slepice bílou. Oči mají tmavě hnědé. Jsou jedením z několika mála druhů křepelů, kteří nemají na hlavě pérovou chocholku. Hlasově jsou to bohatí ptáci, rozlišuje se až 19 různých pískavých volání.
Letci nejsou dobří, létají sice rychle ale za usilovného a hlasitého mávání křídel a jen na krátké vzdálenosti; využívají svých křídel převážně jen na rychlé přemístění do úkrytu. Mnohem častěji však dokazují jak jsou dobří běžci, dokáži velmi hbitě a téměř nepozorovaně odběhnout do bezpečí.

## Stravování
Křepel virginský, stejně jako ostatní křepelové je všežravec, zhruba 15 % stravy je živočišného původu a zbylých 85 % rostlinného. Živočišná potrava je zdrojem bílkovin, které potřebují nejvíce dorůstající kuřata a slepice před snůškou vajec; rostlinná skládající se převážně ze semen je zase nutná pro vytvoření zásoby sacharidů pro zimní období, kdy je potravy všeobecně mnohem méně. Jeho hlavní strava se liší podle místa výskytu, podle pěstovaných plodin v okolí i podle ročního období. Žere v podstatě všechna semena, od kulturních rostlin přes volně rostoucí semena plevelů až po žaludy v zimním období.

## Rozmnožování

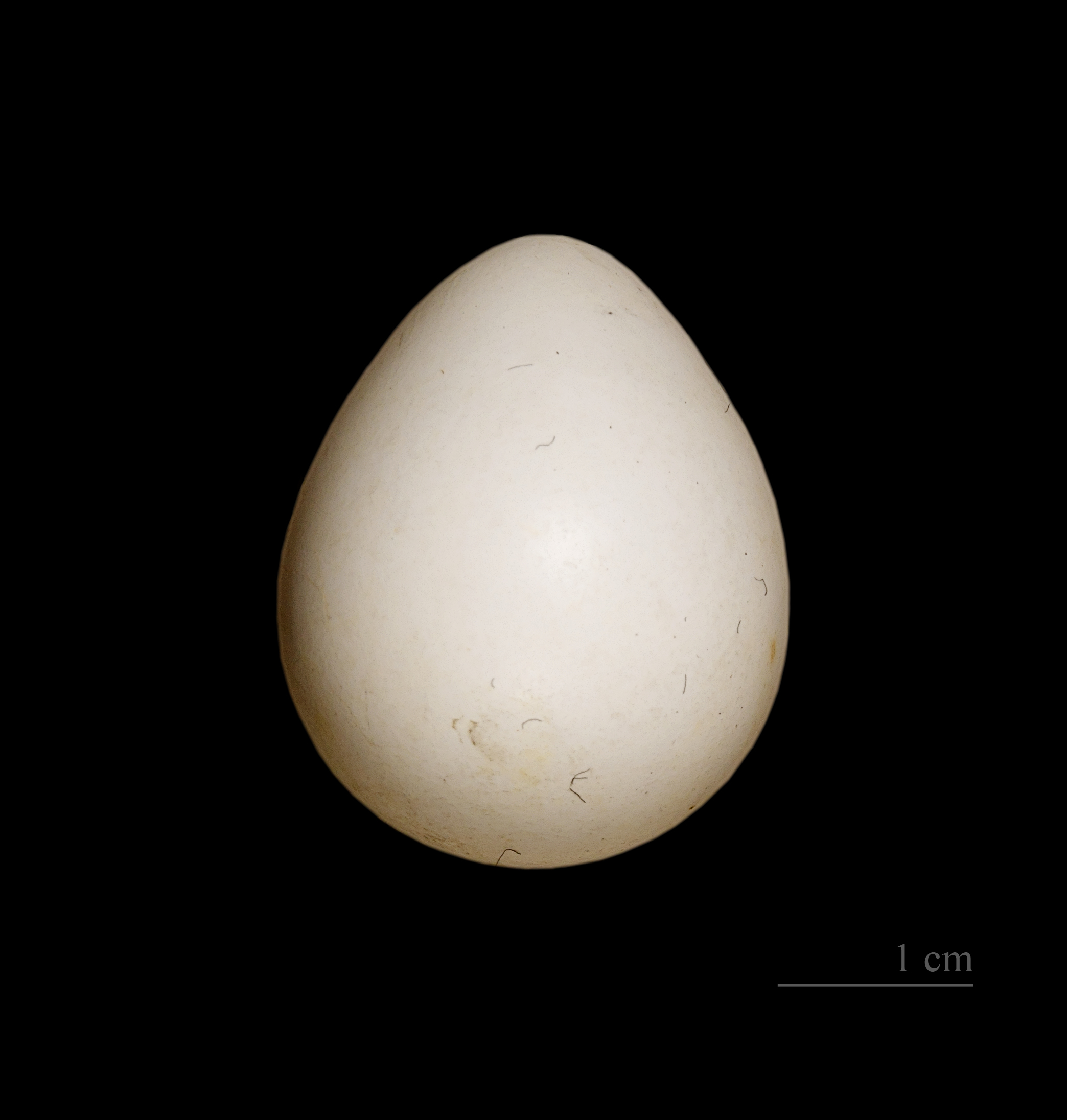
Colinus virginianus

V průběhu roku žijí křepelové virginští ve skupinách, které se rozštěpují až před obdobím rozmnožování, kdy se dvojice připravuji na zahnízdění. Samci předvádějí rituální tance před samicemi. Jsou pravděpodobně ve většině případů monogamní, bývá také zaznamenáno i polygamní chování. Rozmnožují se, v závislosti na regionu, v širokém časovém období. V nejteplejších oblastech začínají již v únoru, jinde však až od května do srpna. Podstatná je nejen teplota ale i nástup období bohatých dešťových srážek, ty přinášejí příslib dostatku potravy.
Vejce snášejí jednou ročně, v případě ztráty snesených vajec se slepice může pokusit o snůšku ještě jednou nebo dvakrát. Hnízdo je buď jen důlek vystlaný trávou nebo složitější s rostlinných krytem z živé vegetace maskující i vchod do hnízda. Bylo pozorováno, že do jednoho hnízda snáší i více slepic, to se pak v hnízdě najde i přes 20 vajec. Běžně jedna slepice snese 12 až 14 matně bílých vajec, která inkubuje 23 až 26 dnů. Vylíhlá kuřata jsou soběstačná, jsou schopna si nalézt sama potravu. Oba rodiče je vodí a ochraňují asi 14 dnů, pak rychle rostoucí kuřata schopna již dobře běhat i létat se postupně osamostatňují.

## Ohrožení
Předpokládá se, že jen 20 % narozených se dožije věku 1 roku, kdy poprvé snesou vejce. Jen málo jedinců je naopak starších pěti let. Nejvíce ptáků hyne v zimním období při dlouhé sněhové pokrývce důsledkem nedostatku potravy a podchlazení. Hodně jich mají na svědomí také kontaminovaná semena, např. po postřiku proti plevelům. Jedná se o nechráněného ptáka, který je řazen mezi běžnou lovnou zvěř, jeho odstřel je "sportem". Odhaduje se, že v roce 1970 bylo v Severní Americe sportovními lovci střeleno asi 35 milionů křepelů virginských.
Přestože jeho populační trend je klesající, vzhledem k rozšíření na poměrně širokém teritoriu není podle červeného seznamu IUCN považován křepel virginský za ohrožený druh.

## Taxonomie
Křepel virginský, který se vyskytuje na geografický rozlehlých a odlišných územích v několika oddělených populacích, vytváří těchto 21 uznávaných poddruhů, které lze rozdělit do tří skupin ("group") s podobnými znaky:
- Virginianus group
  - Colinus virginianus (L., 1758) subsp. virginianus
  - Colinus virginianus (L., 1758) subsp. aridus Aldrich, 1942
  - Colinus virginianus (L., 1758) subsp. cubanensis (Gray, 1846)
  - Colinus virginianus (L., 1758) subsp. floridanus (Coues, 1872)
  - Colinus virginianus (L., 1758) subsp. graysoni (Lawrence, 1867)
  - Colinus virginianus (L., 1758) subsp. maculatus Nelson, 1899
  - Colinus virginianus (L., 1758) subsp. marilandicus (Linnaeus, 1758)
  - Colinus virginianus (L., 1758) subsp. mexicanus (Linnaeus, 1766)
  - Colinus virginianus (L., 1758) subsp. nigripectus Nelson, 1897
  - Colinus virginianus (L., 1758) subsp. taylori Lincoln, 1915
  - Colinus virginianus (L., 1758) subsp. texanus (Lawrence, 1853)
- Coyolcos group
  - Colinus virginianus (L., 1758) subsp. coyolcos (Müller, 1776)
  - Colinus virginianus (L., 1758) subsp. atriceps (Ogilvie-Grant, 1893)
  - Colinus virginianus (L., 1758) subsp. harrisoni Orr et Webster, 1968
  - Colinus virginianus (L., 1758) subsp. insignis Nelson, 1897
  - Colinus virginianus (L., 1758) subsp. ridgwayi Brewster, 1885
  - Colinus virginianus (L., 1758) subsp. salvini Nelson, 1897
- Pectoralis group
  - Colinus virginianus (L., 1758) subsp. pectoralis (Gould, 1843)
  - Colinus virginianus (L., 1758) subsp. godmani Nelson, 1897
  - Colinus virginianus (L., 1758) subsp. minor Nelson, 1901
  - Colinus virginianus (L., 1758) subsp. thayeri Bangs et Peters, 1928